# Ordem mundial
O conceito de ordem mundial refere-se ao equilíbrio internacional de poder, envolvendo as grandes potências, com suas áreas de influência,  e disputas comerciais, econômicas, políticas, diplomáticas e culturais entre os Estados ou países.
Podemos também definir 'ordem mundial' como a forma pela qual se estruturam e ocorrem as relações de poder mundial. Exemplo: durante a Guerra Fria, dominava a bipolaridade, sendo o poder disputado entre Estados Unidos e União Soviética. A partir da década de 70, temos a multipolaridade, na qual o poder mundial está dividido entre blocos econômicos. A Nova Ordem Mundial corresponderia, portanto, a um mundo multipolar,  caracterizado por um intenso processo de urbanização, onde se defrontam interesses diversos concorrentes e frequentemente antagônicos. Essa nova condição não tem precedentes históricos, sendo por isso objeto de intensa especulação e conjecturas por parte de estudiosos, especialmente das áreas de economia e política, suscitando também o surgimento de teorias conspiratórias mais ou menos fantasiosas acerca de grandes manobras engendradas por membros da elite política e econômica, visando manipular e controlar os destinos do planeta.